# قائمة مواضيع الجبر التجريدي
الجبر التجريدي هو الفرع من الرياضيات الذي يدرس مختلف البُنى الجبرية.

## أنصاف الزمر
- نصف زمرة